# Alexander Maitland

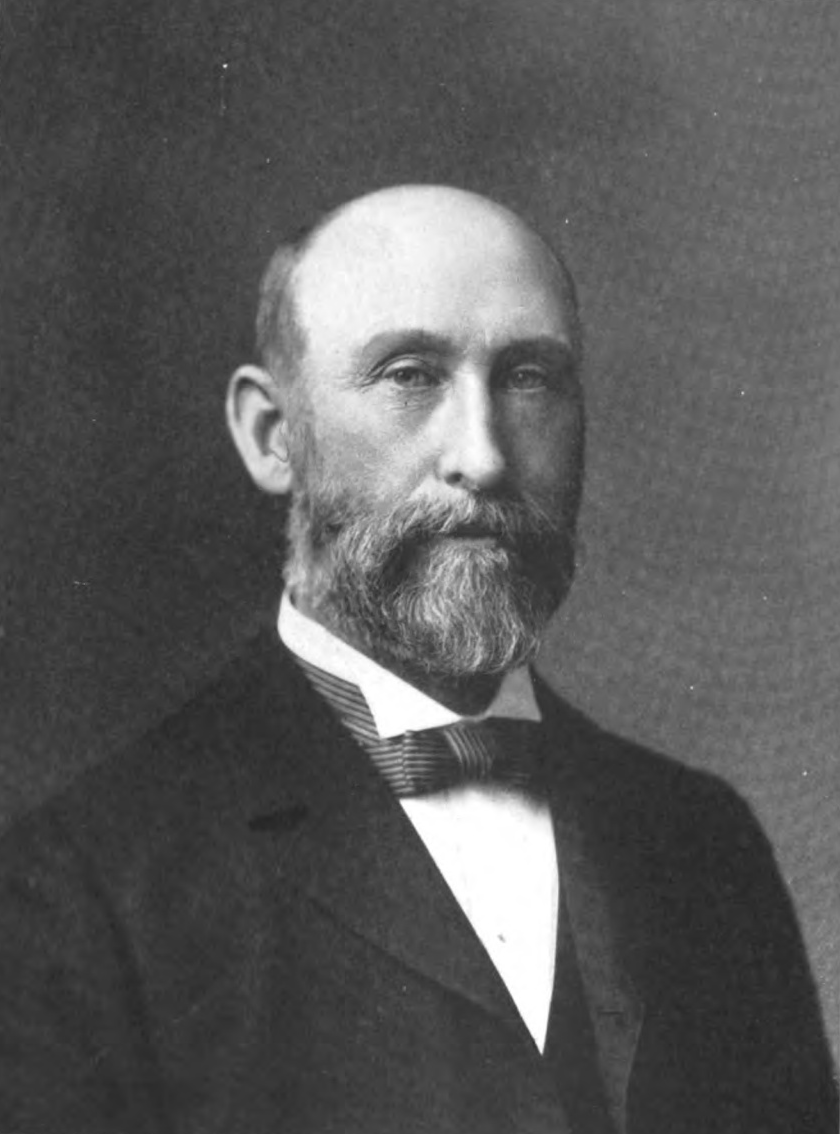
Alexander Maitland (1900)

Alexander Maitland (* 20. Juni 1844 in Kilmarnock, Schottland; † 12. Juni 1925) war ein US-amerikanischer Politiker. Zwischen 1903 und 1907 war er Vizegouverneur des Bundesstaates Michigan.

## Werdegang
Im Jahr 1856 kam Alexander Maitland mit seinen Eltern nach Ontario in der Provinz Kanada, wo die Familie in der Landwirtschaft arbeitete. Seit 1864 lebte er in Negaunee im US-Bundesstaat Michigan. Er besuchte die öffentlichen Schulen seiner jeweiligen Heimat. In Michigan war er zunächst bei der Eisenbahngesellschaft Chicago and North Western Railway beschäftigt. Später wurde er in der Bergbauindustrie tätig. Dabei wurde er Manager bzw. Leiter einiger in dieser Branche angesiedelter Unternehmen. Politisch schloss er sich der Republikanischen Partei. Er arbeitete für die Bezirksverwaltung und wurde Bürgermeister von Negaunee. Zwischen 1897 und 1900 gehörte er dem Senat von Michigan an.
1902 wurde Maitland an der Seite von Aaron T. Bliss zum Vizegouverneur von Michigan gewählt. Dieses Amt bekleidete er nach einer Wiederwahl zwischen 1903 und 1907. Dabei war er Stellvertreter des Gouverneurs und Vorsitzender des Staatssenats. Seit 1905 diente er unter dem neuen Gouverneur Fred M. Warner. Er starb am 12. Juni 1925, nach anderen Angaben am 1. Januar 1929.